# Teresa altri desideri
Teresa altri desideri è un film pornografico del 1984, prodotto, scritto e diretto da Bruno Vani. Il film è circolato anche in una versione soft con il titolo La cagna.... Il regista Renato Polselli ne ha curato l'edizione e il doppiaggio, oltre a collaborare con Vani al montaggio della pellicola.

## Trama
Una ambiziosa ragazza siciliana emigra a Roma in cerca di fortuna e fa rapidamente carriera grazie a una serie di incontri con uomini facoltosi.

## Produzione
Secondo film pornografico diretto da Vani, ex sceneggiatore e direttore di produzione di pellicole di serie B, il film vede l'attore Dino Strano impegnato nei panni semi-autobiografici di un attore di spaghetti western in declino. Il film è stato girato nell'autunno del 1982 con il titolo provvisorio Teresa - Donna d'oggi e le riprese si sono svolte tra Roma e Catanzaro Lido.
Le scene hard del film sono girate con l'ausilio di inserti e controfigure.

## Distribuzione
Nel 1983 la pellicola è stata bocciata per due volte in commissione censura; nonostante questo, a partire dal 1984 è stata distribuita nei cinema, anche con il titolo alternativo Teresa collegiale in calore.